# 전광명
전광명(田廣明, ? ~ 기원전 71년)은 전한 중기의 관료로, 자는 자공(子公)이며, 경조윤 정현(鄭縣) 사람이다.

## 생애
처음에 낭(郞)을 지냈다가 천수사마·하남도위로 승진하였고, 살벌한 통치를 하였다.
무제 말기에 각지에서 도적이 들끓었는데, 이때 회양태수에 임명되었다. 한 해 남짓 지나 옛 성보령(城父令) 공손용(公孫勇)과 그의 빈객 호천(胡倩)이 황제의 사자를 사칭하여 반란을 일으키려 하였는데, 전광명은 호천의 수작을 알아차려 그를 체포하였고, 공손용도 어현(圉縣)의 관원 위불해·강덕·소창에게 붙잡혔다. 무제는 전광명을 중앙에 불러들여 대홍려에 임명하였고, 형 전운중(田雲中)을 발탁하여 후임 회양태수로 삼았다.
소제 때, 익주의 오랑캐의 반란을 진압한 공로로 관내후에 봉해지고 위위로 전임되었다. 이후 무도에서 일어난 저족의 반란을 마적건·한증과 함께 진압하였고, 좌풍익으로 전임되어 유능한 통치로 명성을 얻었다.
원평 원년(기원전 74년), 선제가 즉위하였다. 이때 채의의 뒤를 이어 어사대부로 승진하였고, 좌풍익 때 선제를 옹립한 공적으로 창수후(昌水侯)에 봉해졌다.
본시 2년(기원전 72년), 기련장군(祁連將軍)에 임명되어 범명우·한증·조충국·전순과 함께 흉노를 치러 출진하였고, 수항성(受降城)의 요새에 도착하였다. 이 즈음에 수항도위(受降都尉)가 죽어 아직 발인하기 전이었는데, 전광명은 수항도위의 아내를 불러들여 겁탈하였고, 병력은 기일을 맞추지 못하였기 때문에 결국 아무것도 못 하고 귀환하고 말았다. 이 일로 이듬해에 태복 두연년의 문책을 받아 결국 스스로 목숨을 끊었고, 봉국은 폐지되었다. 전운중 또한 회양을 다스리는 동안 사람을 함부로 죽였기 때문에, 관원과 백성의 고발을 받아 기시되었다.

## 출전
- 반고, 《한서》
  - 권8 선제기
  - 권19하 백관공경표 下
  - 권90 혹리전

| 전임 대인 | 전한의 대홍려 기원전 89년 ~ 기원전 83년 | 후임 (사실상) 위현 |

| 전임 왕망 | 전한의 위위 기원전 83년 ~ 기원전 78년 | 후임 범명우 |

| 전임 가승호 | 전한의 좌풍익 기원전 78년 ~ 기원전 74년 9월 무술일 | 후임 무 |

| 전임 채의 | 전한의 어사대부 기원전 74년 9월 무술일 ~ 기원전 71년 | 후임 위상 |

| 선대 (첫 봉건) | 전한의 창수후 기원전 73년 8월 신미일 ~ 기원전 71년 | 후대 (봉국 폐지) |